# 軟水 (お笑いコンビ)
軟水（なんすい）は、日本のお笑いコンビ。吉本興業所属。

## メンバー
大川内 聡（おおかわうち さとし、1994年1月7日 - ）（31歳）
主にボケ・ネタ作り担当。
高知県出身。身長182 cm、体重65 kg。血液型はB型。三兄弟の末っ子で、両親が離婚している。
趣味はポケモンカード、サッカー観戦、ドラマ視聴。フットサルが好き。特技はポケモンカード、軽い料理、軽いマジック。

つるまる（1993年6月22日 - ）（32歳）
主にツッコミ担当。
本名は、住岡 遼太（すみおか りょうた）。大阪府堺市出身、大阪府立登美丘高等学校卒業。身長175 cm、体重87 kg。血液型はA型。妹が二人いる。
趣味はサッカー、フットサル、ウイイレ、ラップ。特技はゴールキーパー、フリースタイルラップ、長く寝られる。
東京校22期の同期である竹内智也（ピュート）・吉野裕介（めぞん）とルームシェアをしており、3人組ユニット「板橋ハウス」としても活動。TikTokなどSNSでの動画配信活動を戦略的に芸人であることを伏せつつ展開して人気を呼び、株式会社neorareによる調査「現役女子学生が選ぶ! 2021年トレンド予測 下半期」では、『東京卍リベンジャーズ』やINIに次いで3位にランクインした。
芸人によって構成されるHIPHOPクルー「若手芸人HIPHOP同好会」のメンバー。

## 来歴
NSC大阪校35期の同期として出会い、2013年にコンビを結成。後に大川内の同級生が加わりトリオとなるも、しばらくしてつるまるが離脱。さらに大川内の同級生が引退したため、再び大川内とつるまるのコンビになる。2人ともトリオ時代が最も調子が良かったと感じていたため、再びトリオになることを模索して相方を探すも既に余っている者はいなかった。東京なら見つかるかもしれないと考え社員に東京移籍の相談をするも、売れていないうちは認められないと言われて退社し上京。
上京後は半年ほど定まったコンビ名も決めずにフリーで活動し、M-1グランプリ2015には「こぼれ盛り」として出場した。翌年再びNSCに東京校の22期生として入学し直し、2016年4月より現在のコンビ名へ改めて再結成。メンバーの追加も度々試していたが、結局現在のコンビで定着した。

## 出囃子
w.o.d. 「踊る阿呆に見る阿呆」

## 芸風
コントと漫才の両方を演じる。2021年のキングオブコント・M-1グランプリではどちらも準々決勝進出を果たした。M-1グランプリ2024で準々決勝進出。

## 出演

### テレビ
- あらびき団（TBS）2021年10月14日深夜[9][10][11]、2022年2月12日[12]
- 中川家&コント（BSフジ）2022年3月20日
- 金のツカミ（日本テレビ）2024年4月2日
- 千鳥のクセスゴ!（フジテレビ）2024年5月19日

### ラジオ
- マイナビ Laughter Night (TBSラジオ) - 2021年12月10日、2022年5月27日

### CM
- 花王 バブ「＃ごきげんをつくろう ＃ビーチ気分浴篇」（2023年3月20日 - ） - つるまるのみ